# La Guijarrosa
La Guijarrosa és un municipi de la província de Còrdova a Andalusia. La seva extensió superficial és de 45,56 km² i el 2019 tenia 1399 habitants. Forma part de la Campiña Sur de Córdoba.
Va ser una Entitat local autònoma dins el municipi de Santaella, fins que a l'octubre de 2018 es va constituir com a municipi.